# Salix saposhnikovii
Salix saposhnikovii — вид квіткових рослин із родини вербових (Salicaceae).

## Морфологічна характеристика
Це кущ до 1 метра заввишки. Молоді гілочки каштаново-коричневі, зазвичай дещо запушені, потім ±голі, блискучі. Листкова ніжка коротка; листкова пластинка від довго-еліптичної до ланцетної чи подовжено-обернено-яйцюватої форми, 2–6 × 0.5–2 см, абаксіально (низ) зеленувата, адаксіально зелена, край віддалено зубчастий, рідко суцільний, верхівка загострена. Чоловіча сережка коротко-циліндрична чи циліндрична, 10–20 × ≈ 6 мм. Жіноча сережка 3–3.5 см. Коробочка коричнева, дещо запушена.

## Середовище проживання
Китай [Сіньцзян], Монголія, пд.-зх. Сибір. Населяє береги річок; на висотах 1800–2000 метрів.